# Minke Smabers
Minke Smabers, född den 22 mars 1979 i Haag, Nederländerna, är en nederländsk landhockeyspelare.
Hon tog OS-brons i damernas landhockeyturnering i samband med de olympiska landhockeytävlingarna 2000 i Sydney.
Hon tog därefter OS-silver i damernas landhockeyturnering i samband med de olympiska landhockeytävlingarna 2004 i Aten.
Hon tog OS-guld i samma gren i samband med de olympiska landhockeytävlingarna 2008 i Peking.